# Перекоп (посёлок)
 Перекоп  — поселок в Кирово-Чепецком районе Кировской области в составе Чепецкого сельского поселения.

## География
Расположен на расстоянии примерно 4 км на юго-запад от юго-западной границы города Кирово-Чепецк на дороге Киров—Кирово-Чепецк.

## История
Известен с 1939 года как поселок совхоза «Перекоп». В 1950 году здесь хозяйств 70 и жителей 229, в 1989 204 жителя . 

## Инфраструктура
В поселке расположена «Кирово-Чепецкая санаторная школа-интернат» для детей, нуждающихся в длительном лечении. 

## Население
Постоянное население составляло 120 человек (русские 83%) в 2002 году, 285 в 2010.